# Baudouin de Courtenay
Baudouin de Courtenay (Baudouin) – polski herb szlachecki z indygenatu.

## Opis herbu
W polu złotym lew czarny wspięty z czerwonym językiem. Bezpośrednio nad taczą korona. Nad nią klejnot - lwia głowa na wprost, czarna, przeszyta strzałą w skos lewy. Pod tarczą złotymi literami na czarnej wstędze dewiza: Terrasse, co znaczy po francusku "powala(j)"/"pokonuj(e)" (tryb rozkazujący lub 3. os. l.poj. od czasownika "terrasser").

## Najwcześniejsze wzmianki
Herb pochodzenia francuskiego, przyniesiony do Polski ok. 1717 roku. W 1792 zatwierdzono herb indygenatem.

## Herbowni
Baudouin de Courtenay.

### Znani herbowni
- Jan Niecisław Baudouin de Courtenay

- Cezaria Baudouin de Courtenay